# Magyar Pál (botanikus)
Magyar Pál (Cegléd, 1895. március 27. – Sopron, 1969. április 18.) erdőmérnök, egyetemi tanár, a biológiai tudományok doktora (1952).

## Életrajza
Vagyontalan parasztszülőktől született, akiknek nyolc gyermekük volt. A selmecbányai Bányászati és Erdészeti Főiskolán tanult, oklevelét 1920-ban már Sopronban kapta meg. 1930-ban növénytársulástanból doktorált; 1935-ben egyetemi magántanárrá habilitálták.
1920-tól az Országos Faértékesítő Hivatalnál, egyidejűleg a Földtani Intézetben és a budapesti tudományegyetem Növényrendszertani Intézetében dolgozott; talajtani, növényrendszertani és -földrajzi, valamint ökológiai tanulmányokat folytatott.
1922-től segéderdőmérnök, 1924-től 1927-ig erdőmérnök volt, megszervezte és vezette a püspökladányi szikfásítási kísérleti telepet, később Sopronba került. 1938-tól főerdőmérnök, majd erdőtanácsos lett.
1945–1946-ban az Erdészeti Kutató Intézet vezetője volt. 1947-től a soproni egyetemi erdőmérnöki karon egyetemi tanár. 1951-től az Erdészeti Tudományos Intézet (ERTI) erdőtelepítési osztályán, majd kísérleti állomásán tevékenykedett 1965-ben való nyugdíjazásáig. Számos külföldi tanulmányutat is tett, előadásokat tartott.
Sopronban, hetvennégy évesen hunyt el 1969. április 18-án.

## Munkássága
Az erdészeti növényföldrajz kiemelkedő művelője volt, főleg a sziki és homokterületek növényökológiai és cönológiai kutatások terén. Megalapította az erdészeti termőhelykutatás és erdőtipológia elméletét, és kifejlesztette gyakorlatát. Foglalkozott az Alföld erdőfásítási problémáinak megoldásával.

## Elismerései
Munkásságát 1967-ben Bedő Albert-emlékéremmel ismerték el. Halála után Sopron város díszpolgára lett.

## Főbb művei
- Alföldfásítás (I–II., Budapest, 1960–1961)